# 말리크샤 1세
말리크샤 1세(자랄 알다울라 무이즈 알딘 아불파스 말리크샤 이븐 알프 아르슬란; 생몰년: 1055년 ~ 1092년)은 셀주크 제국의 술탄이다. 말리크샤의 통치 기간(1072년 ~ 1092년)에 셀주크 제국은 전성기를 맞이하였다. 당시 셀주크 제국의 영토는 “중국의 국경에서 시리아 끝자락까지 이르렀다”고까지 일컬어졌다. 말리크샤는 많은 건물들을 지었으나 지금까지 살아남은 것은 없다. 다만 건물터에서 발견되는 명문들만이 말리크샤가 만든 건물의 흔적이라는 점을 알려주고 있다. 또, 말리크샤의 이름을 따서 만든 자랄리 달력이 아직 남아 있다.

## 생애
말리크샤는 1055년 8월 16일에 태어나 이스파한 교외에서 양육되었다. 말리크샤의 아버지 알프 아르슬란은 말리크샤가 아주 어렸을적부터 권력을 행사하고 전쟁을 수행하는 법을 가르쳤다. 1064년, 말리크샤는 알프 아르슬란의 캅카스 원정에 참여했고, 같은 해에 카라한 왕조의 공주 테르켄 하툰과 결혼했다.
1066년, 알프 아르슬란은 말리크샤가 자신의 후계자임을 공식적으로 선언하고 이스파한을 말리크샤에게 이크타로 수여했다. 1071년에 있었던 알프 아르슬란의 시리아 원정에도 말리크샤는 동참하였으나, 만지케르트 전투에는 참여하지 않고 알레포에 머물렀다. 말리크샤는 1072년에 트란스옥시아나 방면의 카라한 왕조에 대한 원정에 참여하였고, 알프 아르슬란이 도중에 치명상을 입은 뒤에 재상 니잠 알물크의 보호하에서 원정군의 지위권을 장악하였다.
알프 아르슬란이 죽은 직후 알프 아르슬란의 형인 카우르드가 그 자신이 셀주크 가문의 최연장자임을 근거로 말리크샤의 계승을 부정하였다. 그러나 니잠 알물크 덕분에 말리크샤는 바그다드의 칼리프에게서 공식적인 인증을 받고 카우르드의 반란을 진압하였다. 카우르드는 처형 당하고 키르만의 영지는 그의 아들들 술탄샤와 투란샤에게 넘겨졌다.

1092년의 셀주크 제국 강역도

말리크샤의 치세는 셀주크 왕조의 군주들의 치세 가운데 2번째로 길었다. 이 시기는 셀주크 제국의 영토가 가장 컸던 시기로 알려져 있다. 그는 카라한 왕조를 아무다리야강변에서 몰아냈고, 동부의 군주들에게서 종주권을 인정받았다. 또한 말리크샤는 아랍 반도 동쪽과 카프카스, 메소포타미아 등지를 정복하거나 그 군주들에게서 종주권을 인정받았다. 소아시아 방면의 경우는, 비록 사서들은 말리크샤의 인정 아래에서 룸 술탄국이 운영되었다고 주장하나, 실제로는 룸 술탄국은 여전히 말리크샤에게 적대적이었다. 말리크샤의 군대에서 중추는 맘루크나 용병들이었다.
말리크샤의 시대에 제국의 내정은 주로 대재상 니잠 알물크의 손에서 운영되었다. 몇몇 사료들은 니잠 알물크가 말리크샤의 아타베그였다고까지 주장한다. 그러나 말리크샤의 만년에 두 사람의 사이는 벌어졌다. 니잠 알물크의 암살 배후에 말리크샤가 있다는 설도 있다. 니잠 알물크가 죽은 뒤에 말리크샤는 니잠 알물크의 정적이자 테르케 하툰의 재상이었던 타즈 알물크를 대재상으로 임명했다.
말리크샤가 원정에 종군하지 않을때면 대개 이스파한 교외의 숙영지에서 지냈다. 치세 만년에는 겨울 숙영지를 바그다드로 옮기고 이스파한에서는 여름에만 있었다. 이와 동시에 말리크샤는 바그다드 인근에 대규모 건축 공사를 시행하였다. 그러나 보물들이나 무기들은 숙영지에 놔두지 않고 샤데즈(현재의 데즈쿠)의 성채에 보관하였다.
치세 만년에 말리크샤는 바그다드에서 칼리프 알묵타디르에게 셀주크 왕가의 피를 이은 왕자인 자파르를 후계자로 선택할 것을 강요했다. 이 왕자에 대해서는 말리크샤의 조카라는 설도 있고, 말리크샤의 외손자라는 설도 있다. 그러나 말리크샤는 1092년 11월 19일에 사냥을 떠나간 사이에 열병으로 죽었다. 이는 암살로 추정되는데, 그 배후로는 칼리프나 니잠 알물크의 추종자들이 지목되고 있다. 이후 말리크샤의 시신은 테르켄 하툰에 의해 이스파한으로 옮겨져 그곳의 마드라사에 안장되었다. 말리크샤 사후 내전으로 셀주크 제국은 크게 약화되었다.

## 가족 관계
- 아버지: 알프 아르슬란
- 남동생: 아야즈(말리크샤가 후계자로 공인될 때 아무강 상류 지역을 이크타로 분봉받았다. 1074년 사망)
- 남동생: 테키쉬(아야즈 사후 그의 이크타를 물려받았다. 1080년 경과 1084년 경 두 차례의 반란을 일으켰다가 진압당한 뒤에 장님으로 만들어지고 투옥당했다.)
- 아내: 테르켄 하툰(카라한 왕조의 공주)
- 아내: 주바이다 하툰 빈트 야쿠티 이븐 차그리(말리크샤의 사촌이자 아내)

### 아들들
1. 다우드(테르켄 하툰의 아들. 말리크샤의 후계자로 임명되었으나 1082년에 죽었다.)
2. 아부 슈자 아흐마드(테르켄 하툰의 아들. 다우드 사후 후계자로 임명되었으나, 마찬가지로 1088년 경에 죽었다.)
3. 베르크야루크(1081년 경 ~ 1105년; 주바이다 하툰의 아들)
4. 무함마드 타파르(1082년 ~ 1118년; 이름이 알려지지 않은 노예의 아들)
5. 아흐마드 산자르(1084년 혹은 1086년 ~ 1157년; 이름이 알려지지 않은 노예의 아들. 무함마드 타파르와 동복 형제)
6. 마흐무드 1세(1087년 ~ 1094년; 테르켄 하툰의 아들)

## 참고 문헌
- C. E. Bosworth, “BARKĪĀROQ,” Encyclopædia Iranica, online edition, 2012, available at http://www.iranicaonline.org/articles/barkiaroq-rokn-al-din-abul-mozaffar-b
- C. E. Bosworth, “Malik-Shāh,” The Encyclopaedia of Islam, Vol. 7, Ed. E. van Donzel, B. Lewis and C. Pellat, (E.J. Brill, 1997), pp. 273 - 276.
- C. E. Bosworth, “Muḥammad Tapar b. Malik-Shāh,” The Encyclopaedia of Islam, Vol. 8, Ed. E. van Donzel, B. Lewis and C. Pellat, (E.J. Brill, 1997), p. 408.
- David Durand-Guédy, “MALEKŠĀH,” Encyclopædia Iranica, online edition, 2012, available at http://www.iranicaonline.org/articles/maleksah
- Deborah G. Tor, “SANJAR, Aḥmad b. Malekšāh,” Encyclopædia Iranica, online edition, 2012, available at http://www.iranicaonline.org/articles/sanjar